# Vice City (Lele Blade)
Vice City è un EP del rapper italiano Lele Blade, pubblicato il 21 giugno 2019 dalla Virgin Records.

## Tracce
Testi di Alessandro Arena, eccetto dove indicato.
1. Maserati – 2:27 (musica: Antonio Lago)
2. La bamba (feat. Vale Lambo) – 3:24 (testo: Alessandro Arena, Valerio Apice – musica: Antonio Lago)
3. V blu – 2:45 (musica: Antonio Lago)
4. Vice City (feat. Gemitaiz) – 2:25 (testo: Alessandro Arena, Davide De Luca – musica: Antonio Lago)
5. Un attimo (feat. Luchè) – 2:54 (testo: Alessandro Arena, Luca Imprudente – musica: Antonio Lago)
6. Loco – 2:56 (musica: Davide Totaro)

## Classifiche
| Classifica (2019) | Posizione massima |
| ----------------- | ----------------- |
| Italia            | 30                |